# Порушеність будови вугілля

Порушеність будови вугілля (рос. нарушенность строения угля, англ. coal structure disturbance, нім. Gestörtheit f der Kohlenstruktur) – зміна структури вугілля під впливом тектонічних процесів. На основі таких ознак, як зменшення блиску і порушення шаруватості, ступінь прояву ендогенних тріщин і частоти екзогенних тріщин та ін., можна виділити такі типи вугілля за ступенем порушення їхньої будови: 
- з непорушеною будовою,
- з порушеною,
- з сильно порушеною будовою,
- роздроблені, перетерті.